# Celjei egyházmegye
A Celjei egyházmegye (latinul: Dioecesis Celeiensis, szlovénül: Skofija Celje)  a római katolikus egyház egyik egyházmegyéje Szlovéniában. A püspöki széke Celjében található.

## Története
2006. április 7-én alapították a területének a Maribori egyházmegye területéből való leválasztásával.

## Püspökök
- - Anton Stres (2006. április 7. — 2010. január 31.) Maribori koadjutor érsekké kinevezve
  - Stanislav Lipovšek (2010. március 15. — 2018. szeptember 18.)
  - Maksimilijan Matjaž (2021. március 5. — )

## Szomszédos egyházmegyék
- Novo mestó-i egyházmegye (délnyugat)
- Ljubljanai főegyházmegye (nyugat)
- Gurki egyházmegye (északnyugat)
- Maribori főegyházmegye (északkelet)
- Varasdi egyházmegye (kelet)
- Zágrábi főegyházmegye (délkelet)

## Fordítás
Ez a szócikk részben vagy egészben  a   Roman Catholic Diocese of Celje című angol Wikipédia-szócikk fordításán alapul.  Az eredeti cikk szerkesztőit annak laptörténete sorolja fel. Ez a jelzés csupán a megfogalmazás eredetét és a szerzői jogokat jelzi, nem szolgál a cikkben szereplő információk forrásmegjelöléseként.